# Maria am Wege (Windach)

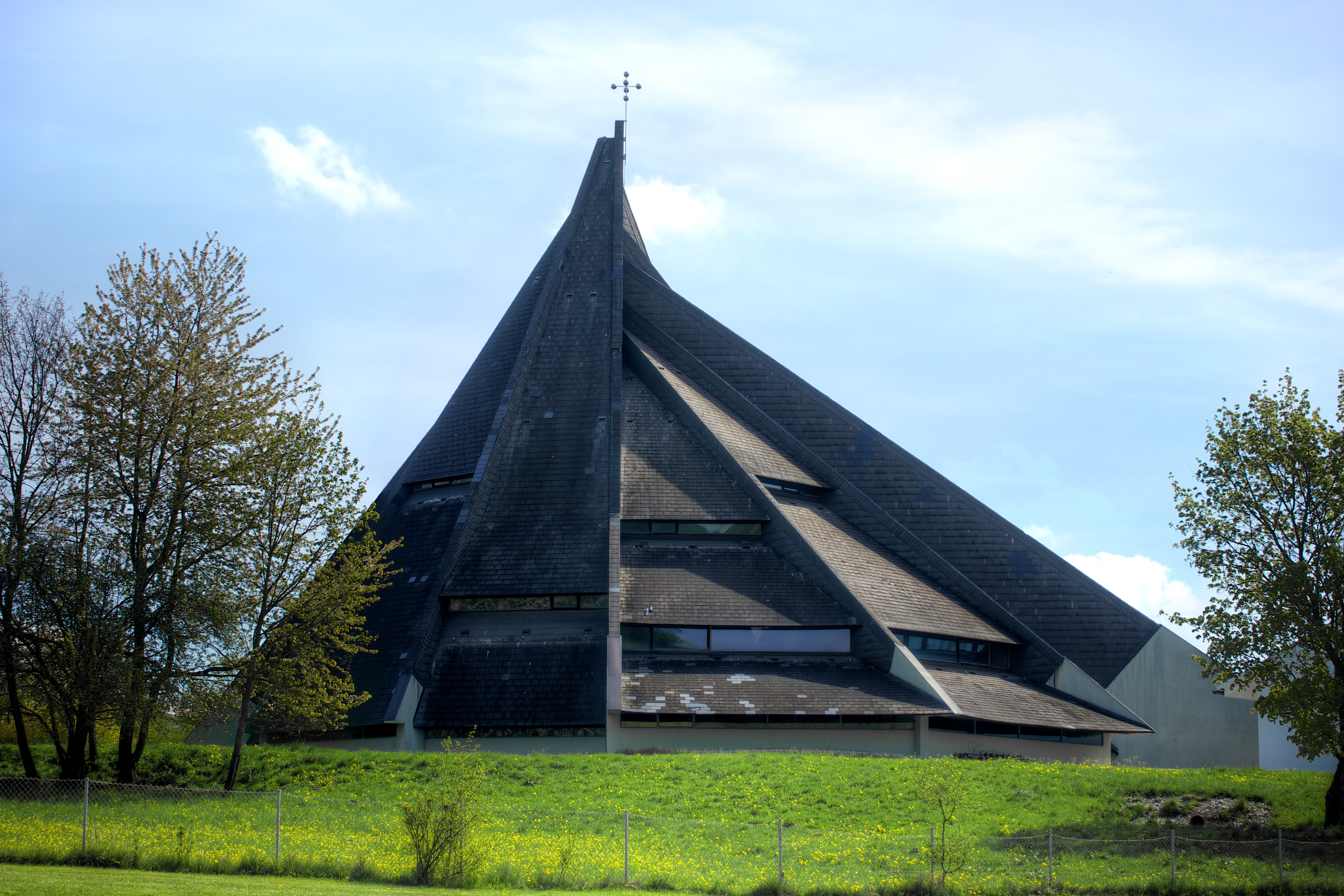
Pfarrkirche Maria am Wege

Die römisch-katholische Kirche Maria am Wege steht in Windach im Landkreis Landsberg am Lech (Oberbayern). Der Sakralbau ist seit 1992 eine Autobahnkirche an der Bundesautobahn 96 nahe der Anschlussstelle Windach (Nr. 28). Die Kirche gehört zum Dekanat Landsberg im Bistum Augsburg.

## Geschichte
Die alte Pfarrkirche St. Peter und Paul war in den 1960er Jahren für die wachsende Zahl der Gemeindemitglieder zu klein geworden. Pfarrer Heinrich Winterholler wurde im September vom Landrat Bernhard Müller-Hahl darauf hingewiesen, dass eine größere Kirche nötig würde. Das Bischöfliche Ordinariat Augsburg beauftragte ihn, ein Gelände für den Neubau mit Pfarrhof, Pfarrheim und Kindergarten zu erwerben. Ein Grundstück für diese Bauten und die neue Gemeindeschule wurde bei den Hölgenäckern erworben. Es lag nahe der Bundesstraße 12 und war dadurch „auch für Reisende auf der B12 … günstig gelegen“.
In 1965 beauftragte die Diözese Augsburg den Architekten Josef Wiedemann mit der Planung der Kirche. Die Grundsteinlegung fand 1969 statt, und 1971 wurde die Kirche durch Bischof Josef Stimpfle geweiht. Patrozinium der Kirche ist Mariä Heimsuchung.

### Architektur
Inspiriert durch die Kirche Hl. Dreifaltigkeit in München-Nymphenburg, schlug Pfarrer Winterholler einen ähnlichen zeltartigen Kirchbau vor. In Bezug auf die zwölf Apostel wurden 12 Holzbinder auf kreisförmig angeordneten Betonfundamente gesetzt. Die Binder wurden kreismittig bis zu einer Höhe von 27 Meter miteinander verbunden. Schmale Fensterstreifen unterbrechen die mit Holz geschlossenen Deckensegmente. Der Boden hat zum Altar hin leichtes Gefälle und ist mit Ziegeln ausgelegt. Ausweitungen wurden für  Sakristei, Beichtstühle, Chor und eine Kapelle vorgesehen.

### Ausstattung

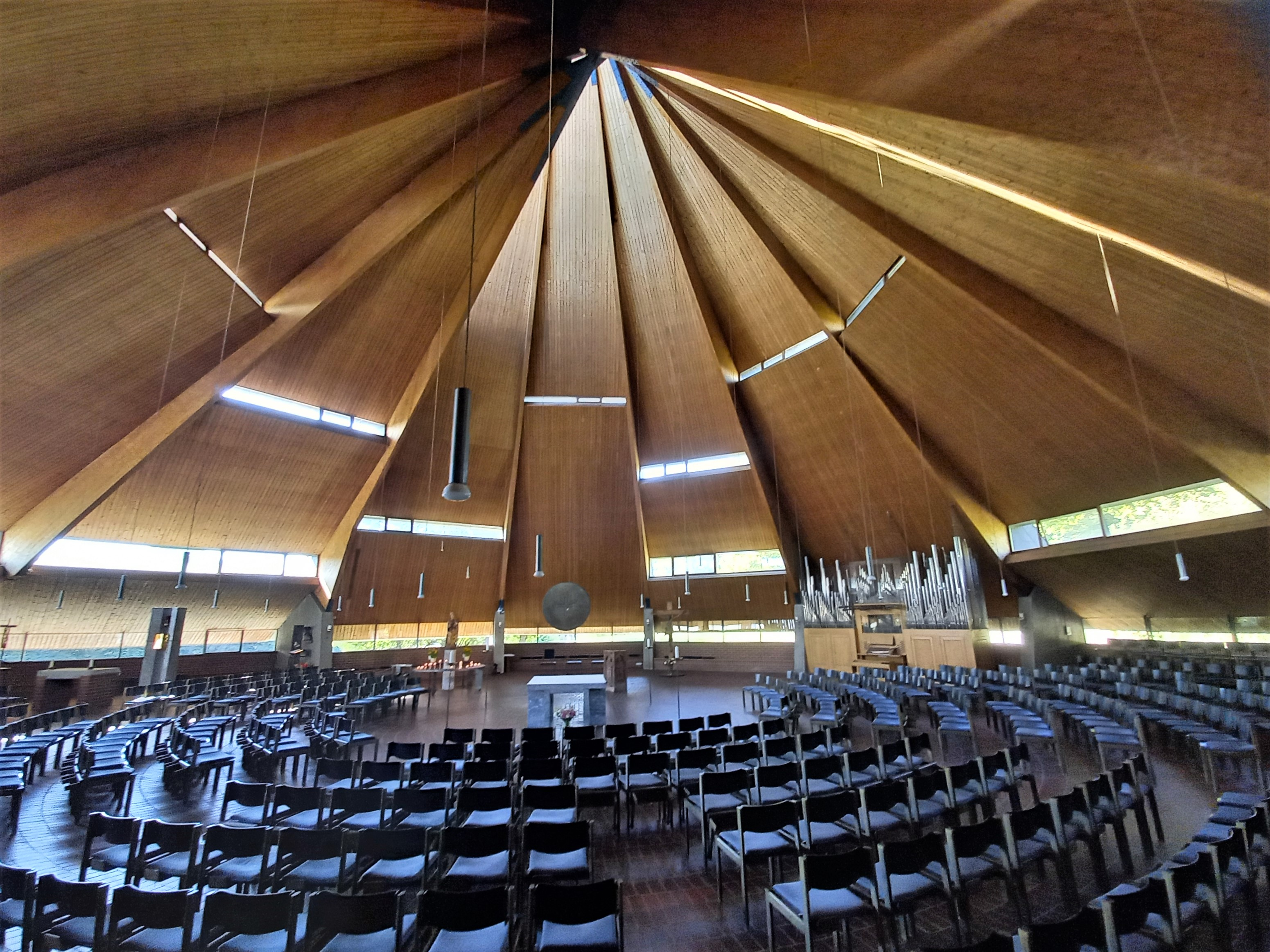
Innenansicht

Der Altar, wie auch weitere Ausstattungen, wurde vom Bildhauer Blasius Gerg als Tisch aus grauem Granit ausgeführt. Über dem Altar hängt ein Scheibenkreuz in Form einer großen Hostie.
Der Ambo besteht aus zwei rechtwinklig zusammengefügten Steinplatten. Sie zeigen je in einem Torbogen den Propheten Micha bzw. Daniel, die Verkünder des Wortes Gottes im Alten Testament.
Die Marienstatue ist eine sitzende Frau mit Kind. Die farbige Holzfigur könnte im 14. Jahrhundert in Spanien gefertigt worden sein.
Auch die Tabernakelsäule birgt in einem Halbrund den Tabernakel und das Ewige Licht.
Der Taufstein ist ein runder Brunnen mit einem Metallbehälter. Dahinter steht der Leuchter für die Osterkerze, gestaltet mit einem Steinfragment aus der Normandie. Beim Portal steht das Weihwasserbecken.
Im Windfang sind an der Wand drei farbig lasierte Keramikfliesen mit Reliefs, vermutlich biblische Darstellungen.
Auf der Kirchspitze steht ein dreidimensionales Kreuz mit Kugeln an Fuß, Spitze und Armen.
Die Orgel von der Fa. Anton Staller, Grafing, wurde im Dezember 1976 geweiht. Sie umfasst 31 Register mit fast 2000 Pfeifen. Der Spieltisch hat Pedal und drei Manuale.
Für den Kreuzweg malte der Landwirt und Maler Max Raffler aus Greifenberg 24 Stationsbilder, beginnend mit dem Einzug in Jerusalem. Über die Grablegung Jesu hinaus stellte Raffler auch die Auferstehung und das Pfingstfest dar. In kraftvollen Farben fügte er Dörfer, Landschaften und markante Gebäude vom Lechrain und Ammersee ein. Die Grablegung stellte er in Greifenberg dar, mit seinem Bauernhof und dem Haus seines Entdeckers Toni Roth. Als Kreuzweg sind in der Kirche 17 ausgewählte Bilder zu sehen.
Ein freistehendes Stahlgerüst ist der Glockenturm. Er trägt die Glocken mit Inschriften und Namen ihrer Stifter:
- Christusglocke      (145 cm) cis'
- Marienglocke        (122 cm) e'
- St.-Josef-Glocke    (107 cm) fis'
- St.-Johannes-Glocke  (96 cm) a'
- St.-Anna-Glocke      (81 cm) h'

Die Tonfolge ist der Anfang des Salve Regina.

## Sonstiges
Die Ausgaben für Kirchbau, Ausstattung und Glockenturm beliefen sich auf nahezu 1,5 Millionen DM.
Als Autobahnkirche muss die Kirche täglich mindestens von 8:00 bis 20:00 Uhr geöffnet sein. Die damit verbundenen Kosten muss der Träger aufbringen.